# تراب أباد (كوه بنج)
تراب أباد (بالفارسية: تراب‌آباد) هي قرية تقع في إيران في البلدة المركزية. يقدر عدد سكانها بـ 37 نسمة .